# Банбридж
Банбрѝдж (на английски: Banbridge; на ирландски: Droichead na Banna) е град в югоизточната част на Северна Ирландия. Намира се в графство Даун на около 40 km южно от столицата Белфаст. Разположен е около река Бан. Получава името Банбридж през 1712 г., когато е построен първия мост на река Бан. Главен административен център на район Банбридж. Известен е със своя музикален фестивал. Населението му е около 18 000 жители към 2008 г.

## Спорт
Представителният футболен отбор на града се казва ФК Банбридж Таун. Дългогодишен участник е в Североирландската чампиъншип лига.